# La Forge au loup
 (avril 2017).
Si vous disposez d'ouvrages ou d'articles de référence ou si vous connaissez des sites web de qualité traitant du thème abordé ici, merci de compléter l'article en donnant les références utiles à sa vérifiabilité et en les liant à la section « Notes et références ».
La Forge au loup est un roman de Françoise Bourdon publié en 2001

## Résumé
Fin du XIXe siècle, Mathilde, veuve, a sauvé la boulonnerie Lecœur (la Forge) en bordure de Meuse. Paul, père de Raph, 20 ans, fabrique des poudres de couleur dans son moulin de Mézières à partir d'animaux, végétaux ou minéraux. Séverin, fils de Mathilde, épouse Hermine, nièce de Paul. A la Forge, des enfants de 10 ans travaillent 15 heures par jour. Ignorant le contremaitre, Hermine remmène Anna, prête à accoucher et devient marraine de Jean. Anna est virée et fuit avec Jean. Hermine a Julien. Elle va chercher Anna dans sa hutte en forêt et la prend comme jardinière. Anna apprend son veuvage. Elle repart à la Forge et est relogée. Séverin quitte Hermine pour Lilie en Belgique. Hermine s'éprend de Florent, médecin du travail. Ils rencontrent Jules, sabotier l'hiver et cultivateur de seigle sur brulis dans les essarts l'été. Hermine crée une crèche à la Forge. Anna épouse Antoine, jardinier de Mathilde et a Sylviane. Mathilde meurt et lègue la Forge à Hermine. Florent part. Antoine meurt en 1911. En 1914 Sylviane passe du tabac belge. Hermine ferme la Forge et les allemands arrivent. Valérie, ado, fille de Séverin, demande asile à Hermine dont le château est réquisitionné. En novembre 1916 les allemands pillent la Forge. Sylviane se met avec un allemand. À ses 18 ans, Valérie est réquisitionnée comme bucheronne mais Renaud la recueille dans sa grotte. Anna et Hermine sont réquisitionnées pour du remblai. Fin 1918 Sylviane se tue. Julien revient avec Florent qui l'a sauvé.